# Chi Rắn hổ đất
Chi Rắn hổ đất (danh pháp khoa học: Plagiopholis) là một chi trong họ Rắn nước (Colubridae), được tìm thấy chủ yếu tại Đông Nam Á. Cùng với Pseudoxenodon hợp thành phân họ Pseudoxenodontinae.

## Các loài
Bốn loài dưới đây được công nhận.
- Plagiopholis blakewayi Boulenger, 1893[2]: Myanmar, tây bắc Thái Lan, tây nam Trung Quốc. Tìm thấy ở khu vực có độ cao trên 1.300 m.
- Plagiopholis delacouri Angel, 1929[3]: Lào, Việt Nam.
- Plagiopholis nuchalis (Boulenger, 1893)[4]: Tây, bắc và đông bắc Thái Lan, Myanmar, có thể có ở Ấn Độ và Việt Nam. Tìm thấy ở khu vực có độ cao 900-1.620 m.
- Plagiopholis styani (Boulenger, 1899)[5]: Việt Nam, nam Trung Quốc. Tìm thấy ở khu vực có độ cao 1.200-1.230 m.